# El Llano, San Juan Mixtepec -Dto. 08 -
El Llano är en ort i Mexiko.   Den ligger i kommunen San Juan Mixtepec -Dto. 08 - och delstaten Oaxaca, i den sydöstra delen av landet, 270 km sydost om huvudstaden Mexico City. El Llano ligger 1 917 meter över havet och antalet invånare är 108.
Terrängen runt El Llano är huvudsakligen kuperad, men västerut är den bergig. Runt El Llano är det ganska tätbefolkat, med 111 invånare per kvadratkilometer. Närmaste större samhälle är Heroica Ciudad de Tlaxiaco, 15,4 km öster om El Llano. I omgivningarna runt El Llano växer huvudsakligen savannskog.